# Денис Никитин
Денис Јевгењевич Капустин (рус. Денис Евгеньевич Капустин; Москва, 1984), познатији као Денис Никитин (рус. Денис Никитин), је руски неонациста и оснивач Руског добровољачког корпуса (РДК) који се бори на страни Украјине против Оружаних снага Руске Федерације.

## Биографија
Рођен је 1984. године у Москви, Руска СФСР, СССР. Када је имао 17 година породица се преселила у Келн преко програма за избеглице јеврејског порекла. Убрзо по доласу у Немачку, постао је припадник навијачких хулиганских група и према његовим речима био је скинхед и учествовао у тучама. Након неколико година се вратио у Русију, док је његова породица остала у Келну. Министарство унутрашњих послова Северне Рајне-Вестфалије назвало га је једним од најутицајних неонацистичких активиста у Немачкој и навело да је професионализовао борбену субкултура ултрадесничара у земљи.
Према писању руских медија, Никитина се одрекла мајка јер није прихватала његов неонацизам.
Емигрирао је у Украјину 2017. године. Током инвазије Русије на Украјину, 2022. године, основао је Руски добровољачки корпус (РДК), неонацистичку паравојну формацију која се бори на страни Украјине против Оружаних снага Руске Федерације. Никитин је изјавио да се РДК састоји од етничких Руса који се боре за Украјину против руске инвазије и објаснио да је руски национализам „пошао погрешним путем“ и објавио видео у којем позива беле националисте да се боре против Путина јер је Русија „постала полицијска држава“. Негативно је говорио о председнику Украјине Володимиру Зеленском зато што је Јеврејин и „промовише најгоре либералне вредности“, али је рекао да је Путин гори. У октобру 2022. године објавио је свој манифест, у којем се представљао као део Оружаних снаге Украјине, али украјински званичници то нису коментарисали.
У марту 2023. године, Никитин и РДК нападају Брјанску област у Русији. Од тада га Руска Федерација сматра терористом. Такође је оптужен за покушај убиства руског бизнисмена Константина Малофејева током операције у Брјанску. У мају 2023. године учествује у нападу на Белгородску област заједно са Легијом слободе Русије.
Пуковник Игор Гиркин је назвао Никитина „издајником руске нације“.